# 迷い家ステーション
『迷い家ステーション』（まよいがステーション）は小山田いくによる日本の漫画作品。『週刊少年チャンピオン』（秋田書店）に1992年20号から1993年14号まで連載された。単行本は少年チャンピオン・コミックスより全5巻。
上越新幹線で東京から1時間ちょっとの在来駅「湯の屁」から走る第三セクター「虹湯鉄道」は電化されておらずディーゼル機関車が走っている。湯の屁から1時間弱の終着駅「迷い家」を舞台にした人情物。

## 主な登場人物
堺 鉄行（さかい てつゆき）
30歳。迷い家駅に勤務する検修係兼駅員。群馬県横川出身。運転士志望だったが、国鉄時代から人事の問題で叶うことは無かった。そのような経験から、時には後ろ向きな感情に悩むこともあるが、その本質は筋金入りの鉄道屋である。車両整備については経験、技術ともに豊富で、会社としても今更別部署に異動させられない事情もある。
最終話にて湯の屁にある本社整備工場へ異動となる。
安曇 正直（あずみ まさなお）
迷い家駅の駅長兼、駅に隣接する蕎麦処「あずみ庵」の主人。頑固一徹な職人で、地元の山菜を使った季節限定の品書き「わらびそば」や、ふきのとうの味噌和え（こちらも春先限定）を店で出している。
安曇 春子（あずみ はるこ）
安曇正直の妻。夫と共に「あずみ庵」を切り盛りする。世話好きで近所のネコだけでなく、多くの人の手助けをしている。
安曇 森人（あずみ もりと）
安曇正直の息子。鉄道好きだが、当初は新幹線など最新鋭の列車を好んでいた。「駅の子」として様々な経験を経て、迷い家駅の未来を考えるようになる。迷い家駅構内で発見された蒸気機関車C56の再生を志し、自分にできる範囲での整備を行っている。駅を離れることになった鉄行に後を託される。
安曇 菜月（あずみ なつき）
安曇正直の娘、森人の姉。今時の娘らしく都会に出ることを夢見る少女。頑固一徹な職人の父や、勉強嫌いでイタズラばかりの弟に悩まされつつも、けして嫌っている訳ではない。幼いころから知っている鉄行に対しては親愛とも恋慕とも言い切れない感情を抱いており、新人鉄道員として現れた一葉には嫉妬したりしていたが、茜との結婚は素直に祝福していた。
間宮（まみや）
虹湯鉄道に勤務する運転士。新卒で運転士になれたことから鉄行に軽く嫉妬されていた。
伏見（ふしみ）
虹湯鉄道に勤務する車掌。国鉄で蒸気機関車が現役だったころからキャリアのあるベテラン。験を担ぐたちで、乗客がいない時には人形の「チヨちゃん」を座席に置いたり、約束した「指定席」としてキープしている。
野田 一葉（のだ ひとは）
虹湯鉄道に勤務する16歳少女。定時制の高校に通いつつ、見習い駅員として迷い家駅に配属される。運転士志望だったが、迷い家での研修を経て鉄道屋として目覚める。
倉持 日奈子（くらもち ひなこ）
迷い家から引っ越した伊藤さんの飼い猫・ゴローが迷い家に帰る途中ケガしたのを拾って助けたことが切っ掛けで迷い家に通うようになった女の子。多少の紆余曲折はあったものの、森人と交際を始める。
日尾 茜（ひお あかね）
家出した末に無賃乗車したのを迷い家で咎められるが、鉄行に帰りの汽車賃を借りる。それを切っ掛けに真っ当に暮らし始め、数年後に借りた金を返しに来たが、鉄行が忘れていたため軽い悶着が起きた。その際に菜月と意気投合して自棄食いした末に、茜との一件を思い出した鉄行に借りた金を返そうとしたら財布を落としていたことに気づき、再び金を借りて帰る。忘れていた理由は、茜が帰った晩に試験走行中の車両が事故が起こして復旧作業に大騒ぎだったためだった。
最終話で三度迷い家を訪れ借りっぱなしだった金を返した。その後、湯の屁にある本社整備工場へ異動となった鉄行と交際を続け、結婚する。
おタネ婆ちゃん
雑貨屋を営む迷い家駅の常連。駅に忘れられた傘を借りてって、訪ねて来ていた娘夫婦+孫に又貸ししてしまったこともある。持ち主が受け取りに来ると聞いて大慌てで婆ちゃんに問いただすも、住んでいるのが神奈川県と聞いて諦めかけた森人だが「持ち主の事を考えろ」と鉄行に発破をかけられ、有り金叩いて受け取りに行った。
戦時中に駅員たちがC56を隠した場面を目撃していた。
キハ22
国鉄時代から虹湯鉄道で運用されているディーゼル機関車。読者視点では魂が宿っているような描写で描かれる。第一話で現役を引退して迷い家駅の待合室として利用されていたが、終盤近くで団体客送迎を始めとしたイベント用列車のベース車として再利用される。
C56
戦時中に南方戦線に送るため、軍に徴発された90両の1台。車体番号はプレートが削られたため、不明。僻地であった迷い家の唯一の交通手段だった機関車を戦地に送りたくなかった有志によって駅構内に埋められていた。埋めたメンバーはほとぼりが冷めた頃に自分たちで掘り出して再生することを約束していたが、戦後の混乱で散り散りになり、徐々に鬼籍に入ってしまっていた。そのたびに約束の証として分けられていた運転用のパーツが形見として集まっていき、全てのパーツが揃った時には最後の1人も既に危篤状態でそのまま亡くなったが、遺言を受けた孫によって森人の下に届けられた。
森人を中心に有志で整備を進めていたが、本社に異動した鉄行の伝手で本格的な修復が行われ、イベント列車「迷い家号」として再生する。
NIJI100
虹湯鉄道で開発したディーゼル機関車。1号車は試作車をそのまま運用していたためブレーキに問題があり、制動を掛けるたびに効き具合が変わる原因不明の不調を起こす「オバケ車両」と呼ばれていた。鉄行が徹底的に調査した結果、設計変更で無理やり曲げたパイプが原因と判明。設計変更後の曲げ加工済の新品に交換して解決した。

## 書誌情報
- 小山田いく 『迷い家ステーション』 秋田書店〈少年チャンピオン・コミックス〉、全5巻
  1. 1992年9月発行 ISBN 4-253-04801-3
  2. 1992年11月発行 ISBN 4-253-04802-1
  3. 1993年1月発行 ISBN 4-253-04803-X
  4. 1993年3月発行 ISBN 4-253-04804-8
  5. 1993年5月発行 ISBN 4-253-04805-6